# Madrid, 1987
Madrid, 1987 è un film del 2011 diretto da David Trueba.